# Klaus Voormann

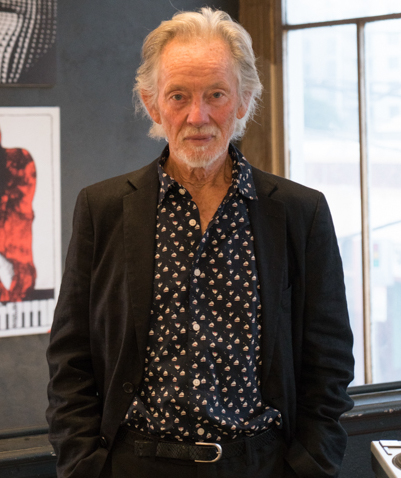
Roku 2018 na své výstavě

Klaus Voormann (* 29. dubna 1938) je původem německý umělec a nositel ceny Grammy, činný jako grafik, hudebník a producent. Navrhl obaly desek pro mnoho slavných kapel včetně The Beatles, The Bee Gees, Wet Wet Wet nebo Turbonegro. Jako hudebník je nejvíce znám jako baskytarista ve skupině Manfred Mann, kde působil v letech 1966 až 1969, a jako hostující muzikant na mnoha nahrávkách různých slavných umělců, včetně některých bývalých členů skupiny Beatles.

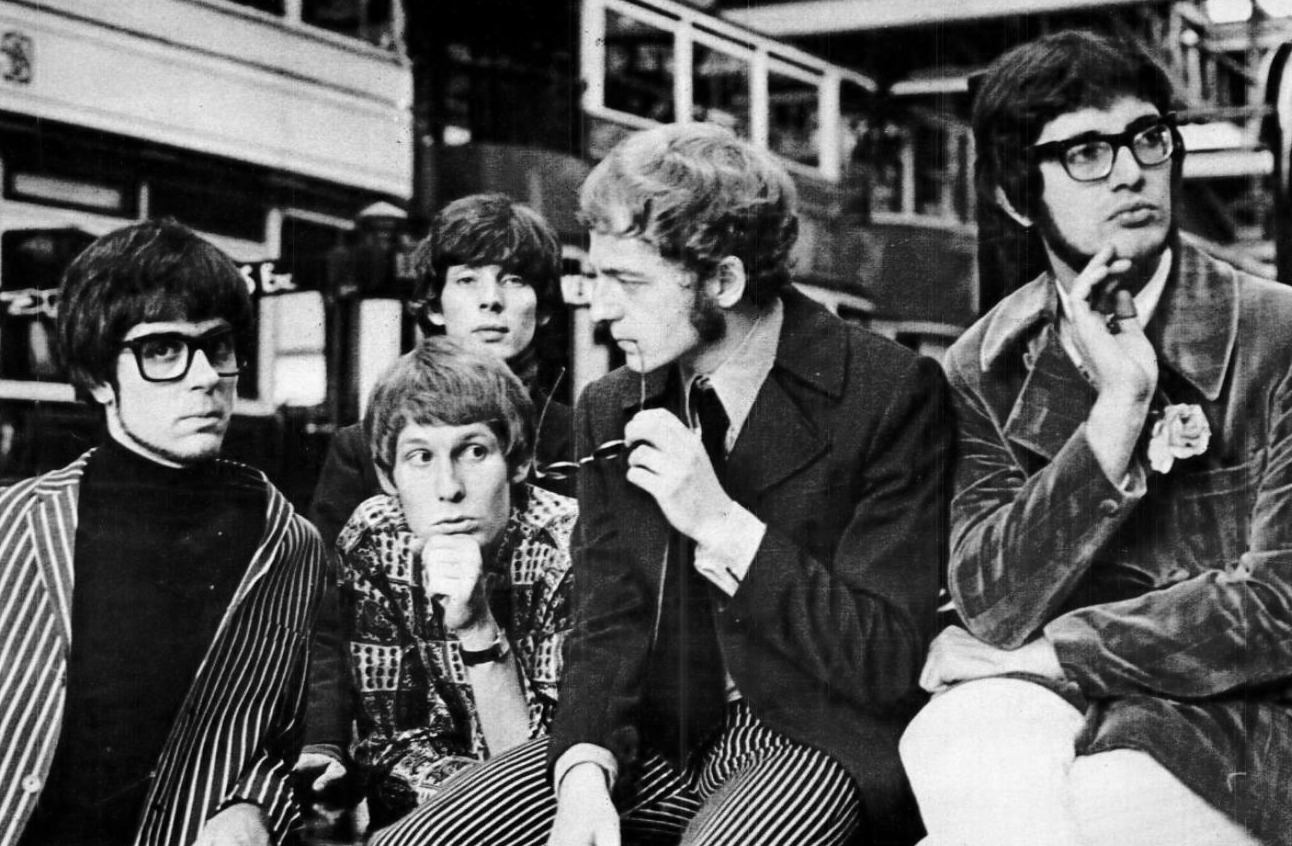
S kapelou Manfred Mann (vzadu)

Jeho přátelství s „Brouky“ začalo počátkem 60. let v Hamburku, kde tehdy ještě neznámí Beatles měli dlouhodobé angažmá. Když přesídlil do Londýna, bydlel v bytě s Georgem Harrisonem a Ringo Starrem, poté co se zbylí členové Beatles John Lennon a Paul McCartney odstěhovali ke svým tehdejším partnerkám. V té době navrhl obal pro album Revolver, za který dostal cenu Grammy.
Po rozpadu skupiny Betles kolovaly zvěsti o založení skupiny jménem The Ladders, kterou měli tvořit Lennon, Harrison, Starr a Voormann (tedy by šlo vlastně o „Beatles“ s Voormannem místo Paula McCartneyho). To se nikdy neuskutečnilo, nicméně všichni čtyři „Ladders“ (plus Billy Preston) účinkovali na písni Ringo Starra „I'm the Greatest“. Voormann hrál na albech Starra, Lennona i Harrisona a na čas byl členem Lennonovy kapely Plastic Ono Band. V 90. letech vytvořil design pro cyklus alb The Beatles Anthology.

## Diskografie
Jako Voormann & Friends:
- A Sideman's Journey

S Manfred Mannem:
UK Alba:
- As Is
- Up The Junction (Original Soundtrack Recording)
- What a Mann
- Mighty Garvey!

US Alba:
- Up the Junction (Original Soundtrack Recording)
- Mighty Garvey!

S Plastic Ono Band:
- Live Peace in Toronto 1969
- John Lennon/Plastic Ono Band
- Yoko Ono/Plastic Ono Band

S Johnem Lennonem:
- Wedding Album
- Imagine
- Some Time in New York City
- Walls and Bridges
- Rock 'n' Roll

S George Harrisonem:
- All Things Must Pass
- The Concert for Bangla Desh
- Living in the Material World
- Extra Texture (Read All About It)
- Concert for George

S Ringo Starrem:
- Sentimental Journey – Aranže na "I'm a Fool to Care"
- Ringo
- Goodnight Vienna
- Ringo's Rotogravure

Ostatní umělci:
- Nilsson Schmilsson by Harry Nilsson
- Transformer by Lou Reed
- No Secrets by Carly Simon
- Shankar Family & Friends by Ravi Shankar
- Los Cochinos by Cheech & Chong